# 13e régiment de hussards (Autriche-Hongrie)
Pour les articles homonymes, voir 13e régiment.
Pour le régiment de hussards existant de 1848 à 1851, voir 5e régiment de ulans.
Le 13e régiment de hussards, connu à partir de 1900 comme 13e régiment de hussards iazyges et coumans « Guillaume prince héritier de l'empire allemand et prince-héritier de Prusse », est une unité de l'Armée commune austro-hongroise. Cette unité de hussards impériaux et royaux est créée en 1859 à partir de volontaires.

## Création et différentes dénominations
- 1859 : régiment de hussards iazyges et coumans (Jazygier und Kumanier Freiwilligen-Husarenregiment)
- 1859 : 13e régiment de hussards volontaires (Freiwilligen-Husarenregiment Nr. 13)
- 1860 : 1er régiment de hussards volontaires (Freiwilligen-Husarenregiment Nr. 1)
- 1862 : 13e régiment de hussards (Husarenregiment Nr. 13)
- 1918 : dissous

Le régiment a plusieurs colonels (Inhaber), qui accolent leur nom au régiment :
- de 1861 à 1885 : Frédéric de Liechtenstein
- de 1895 à 1896 : Theodor Galgóczy von Galántha (cs)
- de 1900 à 1916 : Guillaume prince héritier de l'empire allemand et prince-héritier de Prusse (Guillaume de Prusse)

## Historique

### Création
Le régiment est mis sur pied le 10 septembre 1859 à partir du régiment de hussards jazyges et coumans (nommé en souvenir des peuples jazyges et coumans) et des groupes d'escadrons de Kecskemét et d'Arad, levés pour la guerre d'Italie. Contrairement à l'habitude, l'armée autrichienne ne souhaite pas licencier ces volontaires mais décide de les incorporer dans une unité pérenne. Dénommé 13e régiment de hussards volontaires, le nouveau régiment prend le nom de 1er régiment de hussards volontaires le 17 janvier 1860, le 14e régiment de hussards volontaires mis sur pied dans les mêmes circonstances prenant le numéro 2.
Les hussards volontaires sont destinés à être employés pour les patrouilles et les reconnaissances, en petits détachements de cavalerie « la plus légère ». Leurs régiments ont un effectif réduit, avec 815 hommes et 646 chevaux, bien qu'ils possèdent à partir de 1860 huit escadrons (en quatre groupes d'escadrons) contre six dans un régiment de ligne (les 3e et 4e groupes d'escadrons des volontaires étant mis sur pied en janvier 1860 à partir des 4e groupes d'escadrons supprimés dans les régiments de hussards de ligne),.
Les hussards volontaires rejoignent les hussards de ligne en 1862 : le régiment prend le nom de 13e régiment de hussards le 7 janvier 1862. Il est alors réorganisé comme un régiment classique, avec six escadrons en trois groupes.

### Première Guerre mondiale
En 1914, le régiment recrute principalement dans la région de Budapest. Son état-major est en garnison à Székesfehérvár.

## Uniforme
La couleur distinctive du régiment, présente sur la coiffure, l'attila et les bas est le bleu foncé. Les olives de l'uniforme sont jaunes jusqu'en 1864, puis blanches,,.
Les hussards volontaires portent, à leur formation, un uniforme distinct de celui des autres hussards, marqué par des simplifications : bas plus larges au niveau des cuisses, pas de sabretaches ni de ceinture décorative, remplacement de la cape de cavalerie par un manteau marron foncé, etc. Les hussards volontaires ne portent pas non plus de shako mais un Kutsma (de), une coiffe basse en fourrure avec une poche de tissu de la couleur distinctive du régiment. Le Kutsma est surmontée d'une plume placée à l'avant. Le régiment passe ensuite au shako,.